# Autobahnexpress
Die AutobahnExpress Schnelllinienbus GmbH war ein privates Fernbusunternehmen mit Sitz in Potsdam. Die Gesellschaft wurde 2008 als OmniSystems Linienverkehr International GmbH von Constantin Pitzen (* 1970) gegründet. Pitzen war auch Geschäftsführer des Unternehmens.
Autobahnexpress bot Fernbusverkehre auf drei Linien an:
- Linie A 9: Potsdam – Coswig (Anhalt) – Flughafen Leipzig/Halle – Leipzig Messe (ab dem 30. November 2009)
- Linie A 14: Flughafen Dresden – Dresden Hauptbahnhof – Leipzig Messe – Flughafen Leipzig/Halle (ab dem 30. September 2009[3])
- Linie A 38: Göttingen/Kassel – Sangerhausen – Schraplau-Schafsee – Halle (Saale) – Flughafen Leipzig/Halle (ab dem 16. November 2009[4]); ab Schafsee verkehrte die Zubringerlinie A 38 d nach Leipzig Goethestraße (Hauptbahnhof)

Eine zentrale Umsteigestelle zwischen den drei Linien mit garantiertem Anschluss bestand am Flughafen Leipzig/Halle.
Alle Linien waren nach § 42 des PBefG konzessioniert. Zunächst fuhren auf allen Linien vier werktägliche Fahrtenpaare im 4-Stunden-Takt, an Sonntagen jeweils drei Fahrtenpaare. Sie hatten am Flughafen Leipzig/Halle untereinander Anschluss. Ab Juli 2010 reduzierte das Unternehmen das Angebot aus wirtschaftlichen Gründen mehrfach. Zuletzt verkehrte auf den drei Linien jeweils freitags und sonntags ein Fahrtenpaar. Die Fahrkarten wurden durch die Fahrer verkauft und sowohl online als auch über Reisebüros und Agenturen vertrieben.
Am 24. Februar 2012 teilte das Unternehmen mit, dass es zum Ende des Monats seinen Betrieb einstellt. Die Auslastung sei zu gering gewesen, um eine Kostendeckung zu erreichen. Infolge des am 7. März 2012 eröffneten Insolvenzverfahrens wurde die Gesellschaft aufgelöst.